# Olympische Sommerspiele 1928/Leichtathletik – Hochsprung (Frauen)
Der Hochsprung der Frauen bei den Olympischen Spielen 1928 in Amsterdam wurde am 5. August 1928 im Olympiastadion Amsterdam ausgetragen. Zwanzig Athletinnen nahmen teil.
Olympiasiegerin wurde die Kanadierin Ethel Catherwood mit neuem Weltrekord vor der Niederländerin Lien Gisolf und der US-Amerikanerin Mildred Wiley.

## Rekorde

### Bestehende Rekorde
| Weltrekord         | 1,58 m                                      | Ethel Catherwood ( Kanada)                  | Regina, Kanada                              | 6. September 1926                           |
| Weltrekord         | 1,58 m                                      | Lien Gisolf ( Niederlande)                  | Brüssel, Belgien                            | 3. Juli 1928                                |
| Olympischer Rekord | Wettbewerb erstmals im olympischen Programm | Wettbewerb erstmals im olympischen Programm | Wettbewerb erstmals im olympischen Programm | Wettbewerb erstmals im olympischen Programm |

### Neue Rekorde / Rekordverbesserungen
In dieser neuen olympischen Disziplin gab es zunächst mit der übersprungenen Qualifikationshöhe von 1,40 m einen durch neunzehn Wettbewerberinnen erzielten neuen olympischen Rekord.
Im Finale am 5. August stellte die kanadische Olympiasiegerin Ethel Catherwood dann mit 1,595 Metern einen neuen Weltrekord auf.

## Durchführung des Wettbewerbs
Am 5. August 1928 gab es eine Qualifikationsrunde in zwei Gruppen. Die Qualifikationshöhe betrug 1,40 Meter. Das Finale für die neunzehn qualifizierten Teilnehmerinnen – hellblau unterlegt – fand am selben Tag statt.

## Qualifikation
Datum: 5. August 1928
Die Sprungversuche der einzelnen Athletinnen sind nicht überliefert. Die Teilnehmerinnen hatten folgende Höhen zu absolvieren: 1,20 m – 1,25 m – 1,30 m – 1,35 m und 1,40 m.
Nur eine der angetretenen Hochspringerinnen schied aus.

### Gruppe 1
| Platz | Name                   | Nation                | Höhe   | Anmerkung |
| ----- | ---------------------- | --------------------- | ------ | --------- |
| 1     | Bride Adams-Ray        | Schweden              | 1,40 m | OR        |
| 1     | Elisabeth Bonetsmüller | Deutsches Reich       | 1,40 m | OR        |
| 1     | Inge Braumüller        | Deutsches Reich       | 1,40 m | OR        |
| 1     | Ijke Buisma            | Niederlande           | 1,40 m | OR        |
| 1     | Marjorie Clark         | Südafrikanische Union | 1,40 m | OR        |
| 1     | Lucienne Laudré        | Frankreich            | 1,40 m | OR        |
| 1     | Catherine Maguire      | USA                   | 1,40 m | OR        |
| 1     | Elise Van Truyen       | Belgien               | 1,40 m | OR        |
| 1     | Sidonie Verschueren    | Belgien               | 1,40 m | OR        |
| 1     | Mildred Wiley          | USA                   | 1,40 m | OR        |
| 11    | Irina Orendi           | Rumänien              | 1,35 m |           |
| DNS   | Hitomi Kinue           | Japan                 |        |           |

### Gruppe 2
| Platz | Name                  | Nation          | Höhe   | Anmerkung |
| ----- | --------------------- | --------------- | ------ | --------- |
| 1     | Ann-Margret Ahlstrand | Schweden        | 1,40 m | OR        |
| 1     | Hélène Bons           | Frankreich      | 1,40 m | OR        |
| 1     | Ethel Catherwood      | Kanada          | 1,40 m | OR        |
| 1     | Évelyne Cloupet       | Frankreich      | 1,40 m | OR        |
| 1     | Lien Gisolf           | Niederlande     | 1,40 m | OR        |
| 1     | Marion Holley         | USA             | 1,40 m | OR        |
| 1     | Helma Notte           | Deutsches Reich | 1,40 m | OR        |
| 1     | Jean Shiley           | USA             | 1,40 m | OR        |
| 1     | Léontine Stevens      | Belgien         | 1,40 m | OR        |
| DNS   | Marie Stevens         | Belgien         |        |           |
| DNS   | Zinaida Liepiņa       | Lettland        |        |           |

## Legende
Kurze Übersicht zur Bedeutung der Symbolik – so üblicherweise auch in sonstigen Veröffentlichungen verwendet:
| o | übersprungen |
| x | ungültig     |

## Finale
Datum: 5. August 1928
| Platz | Name                   | Nation                | Höhe (m) | 1,45 m                       | 1,48 m                       | 1,51 m                       | 1,54 m                       | 1,56 m                       | 1,58 m                       | 1,595 m                      |
| ----- | ---------------------- | --------------------- | -------- | ---------------------------- | ---------------------------- | ---------------------------- | ---------------------------- | ---------------------------- | ---------------------------- | ---------------------------- |
| 1     | Ethel Catherwood       | Kanada                | 1,595 WR | o                            | o                            | o                            | o                            | o                            | o                            | xxo                          |
| 2     | Lien Gisolf            | Niederlande           | 1,56     | o                            | o                            | o                            | xo                           | xo                           | xxx                          |                              |
| 3     | Mildred Wiley          | USA                   | 1,56     | o                            | o                            | o                            | xo                           | xo                           | xxx                          |                              |
| 4     | Jean Shiley            | USA                   | 1,51     | Versuchsserien nicht bekannt | Versuchsserien nicht bekannt | Versuchsserien nicht bekannt | Versuchsserien nicht bekannt | Versuchsserien nicht bekannt | Versuchsserien nicht bekannt | Versuchsserien nicht bekannt |
| 5     | Marjorie Clark         | Südafrikanische Union | 1,48     | Versuchsserien nicht bekannt | Versuchsserien nicht bekannt | Versuchsserien nicht bekannt | Versuchsserien nicht bekannt | Versuchsserien nicht bekannt | Versuchsserien nicht bekannt | Versuchsserien nicht bekannt |
| 6     | Helma Notte            | Deutsches Reich       | 1,48     | Versuchsserien nicht bekannt | Versuchsserien nicht bekannt | Versuchsserien nicht bekannt | Versuchsserien nicht bekannt | Versuchsserien nicht bekannt | Versuchsserien nicht bekannt | Versuchsserien nicht bekannt |
| 7     | Inge Braumüller        | Deutsches Reich       | 1,48     | Versuchsserien nicht bekannt | Versuchsserien nicht bekannt | Versuchsserien nicht bekannt | Versuchsserien nicht bekannt | Versuchsserien nicht bekannt | Versuchsserien nicht bekannt | Versuchsserien nicht bekannt |
| 8     | Catherine Maguire      | USA                   | 1,48     | Versuchsserien nicht bekannt | Versuchsserien nicht bekannt | Versuchsserien nicht bekannt | Versuchsserien nicht bekannt | Versuchsserien nicht bekannt | Versuchsserien nicht bekannt | Versuchsserien nicht bekannt |
| 9     | Marion Holley          | USA                   | 1,48     | Versuchsserien nicht bekannt | Versuchsserien nicht bekannt | Versuchsserien nicht bekannt | Versuchsserien nicht bekannt | Versuchsserien nicht bekannt | Versuchsserien nicht bekannt | Versuchsserien nicht bekannt |
| 10    | Léontine Stevens       | Belgien               | 1,48     | Versuchsserien nicht bekannt | Versuchsserien nicht bekannt | Versuchsserien nicht bekannt | Versuchsserien nicht bekannt | Versuchsserien nicht bekannt | Versuchsserien nicht bekannt | Versuchsserien nicht bekannt |
| 11    | Hélène Bons            | Frankreich            | 1,45     | Versuchsserien nicht bekannt | Versuchsserien nicht bekannt | Versuchsserien nicht bekannt | Versuchsserien nicht bekannt | Versuchsserien nicht bekannt | Versuchsserien nicht bekannt | Versuchsserien nicht bekannt |
| 12    | Lucienne Laudré        | Frankreich            | 1,45     | Versuchsserien nicht bekannt | Versuchsserien nicht bekannt | Versuchsserien nicht bekannt | Versuchsserien nicht bekannt | Versuchsserien nicht bekannt | Versuchsserien nicht bekannt | Versuchsserien nicht bekannt |
| 13    | Bride Adams-Ray        | Schweden              | 1,45     | Versuchsserien nicht bekannt | Versuchsserien nicht bekannt | Versuchsserien nicht bekannt | Versuchsserien nicht bekannt | Versuchsserien nicht bekannt | Versuchsserien nicht bekannt | Versuchsserien nicht bekannt |
| 14    | Évelyne Cloupet        | Frankreich            | 1,40     | Versuchsserien nicht bekannt | Versuchsserien nicht bekannt | Versuchsserien nicht bekannt | Versuchsserien nicht bekannt | Versuchsserien nicht bekannt | Versuchsserien nicht bekannt | Versuchsserien nicht bekannt |
| 15    | Ann-Margret Ahlstrand  | Schweden              | 1,40     | Versuchsserien nicht bekannt | Versuchsserien nicht bekannt | Versuchsserien nicht bekannt | Versuchsserien nicht bekannt | Versuchsserien nicht bekannt | Versuchsserien nicht bekannt | Versuchsserien nicht bekannt |
| 16    | Sidonie Verschueren    | Belgien               | 1,40     | Versuchsserien nicht bekannt | Versuchsserien nicht bekannt | Versuchsserien nicht bekannt | Versuchsserien nicht bekannt | Versuchsserien nicht bekannt | Versuchsserien nicht bekannt | Versuchsserien nicht bekannt |
| 17    | Elise Van Truyen       | Belgien               | 1,40     | Versuchsserien nicht bekannt | Versuchsserien nicht bekannt | Versuchsserien nicht bekannt | Versuchsserien nicht bekannt | Versuchsserien nicht bekannt | Versuchsserien nicht bekannt | Versuchsserien nicht bekannt |
| 18    | Elisabeth Bonetsmüller | Deutsches Reich       | 1,40     | Versuchsserien nicht bekannt | Versuchsserien nicht bekannt | Versuchsserien nicht bekannt | Versuchsserien nicht bekannt | Versuchsserien nicht bekannt | Versuchsserien nicht bekannt | Versuchsserien nicht bekannt |
| NM    | Ijke Buisma            | Niederlande           | ogV      | xxx                          |                              |                              |                              |                              |                              |                              |

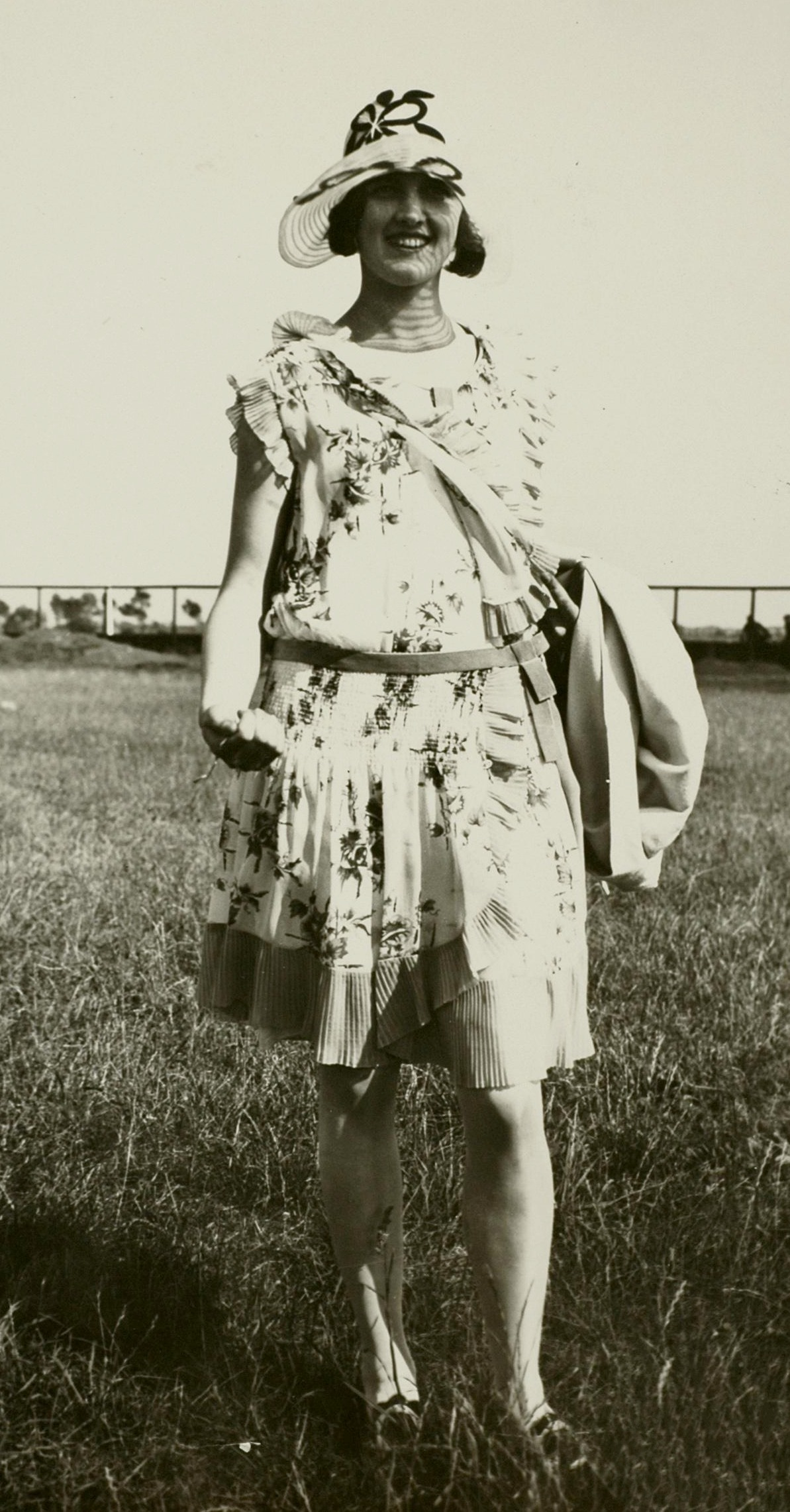
Olympiasiegerin Ethel Catherwood

Wie in der Qualifikation sind auch im Finale die Sprungversuche der einzelnen Athletinnen außer für die Medaillengewinnerinnen und Ijke Buisma, die ohne gültigen Versuch blieb, nicht überliefert. Die Siegeshöhe ergab sich dann durch eine Nachmessung nach dem gelungenen Versuch der Goldmedaillengewinnerin über die vermeintlich aufgelegte Höhe von 1,60 m.
Lien Gisolf sicherte die einzige Leichtathletikmedaille für das Gastgeberland. Sie überquerte wie die US-Amerikanerin Mildred Wiley 1,56 m und gewann damit Silber vor Wiley. Die Goldmedaille ging an die Kanadierin Ethel Catherwood mit 1,595 m. Sie war eine Athletin, die viel Wert auf ihr Äußeres legte und bei ihren Wettkämpfen stets einen Lippenstift dabei hatte.

Lien Gisolf beim Empfang ihrer Silbermedaille aus den Händen von Prinz Hendrik.
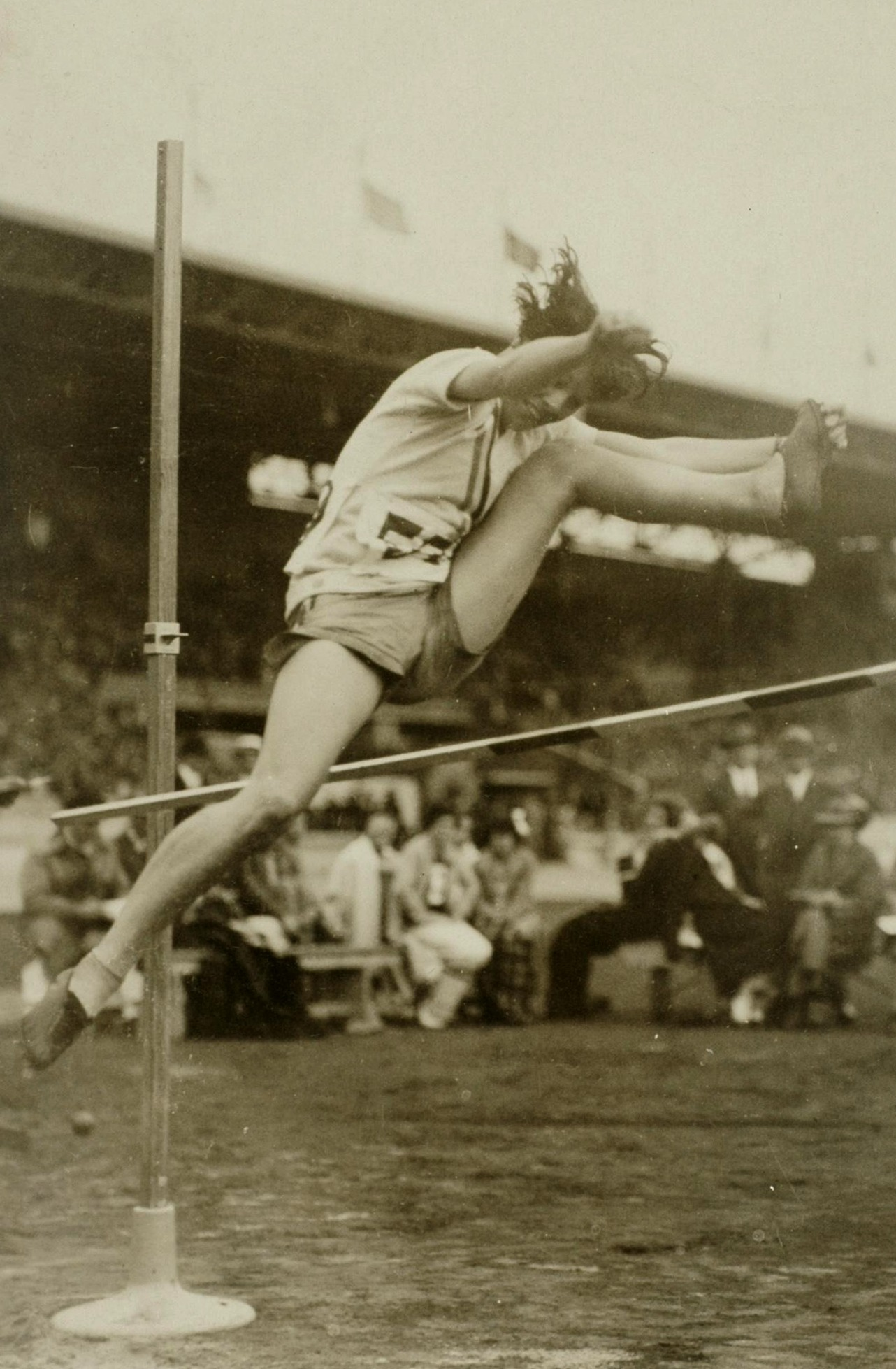
Mildred Wiley, Gewinnerin der Bronzemedaille

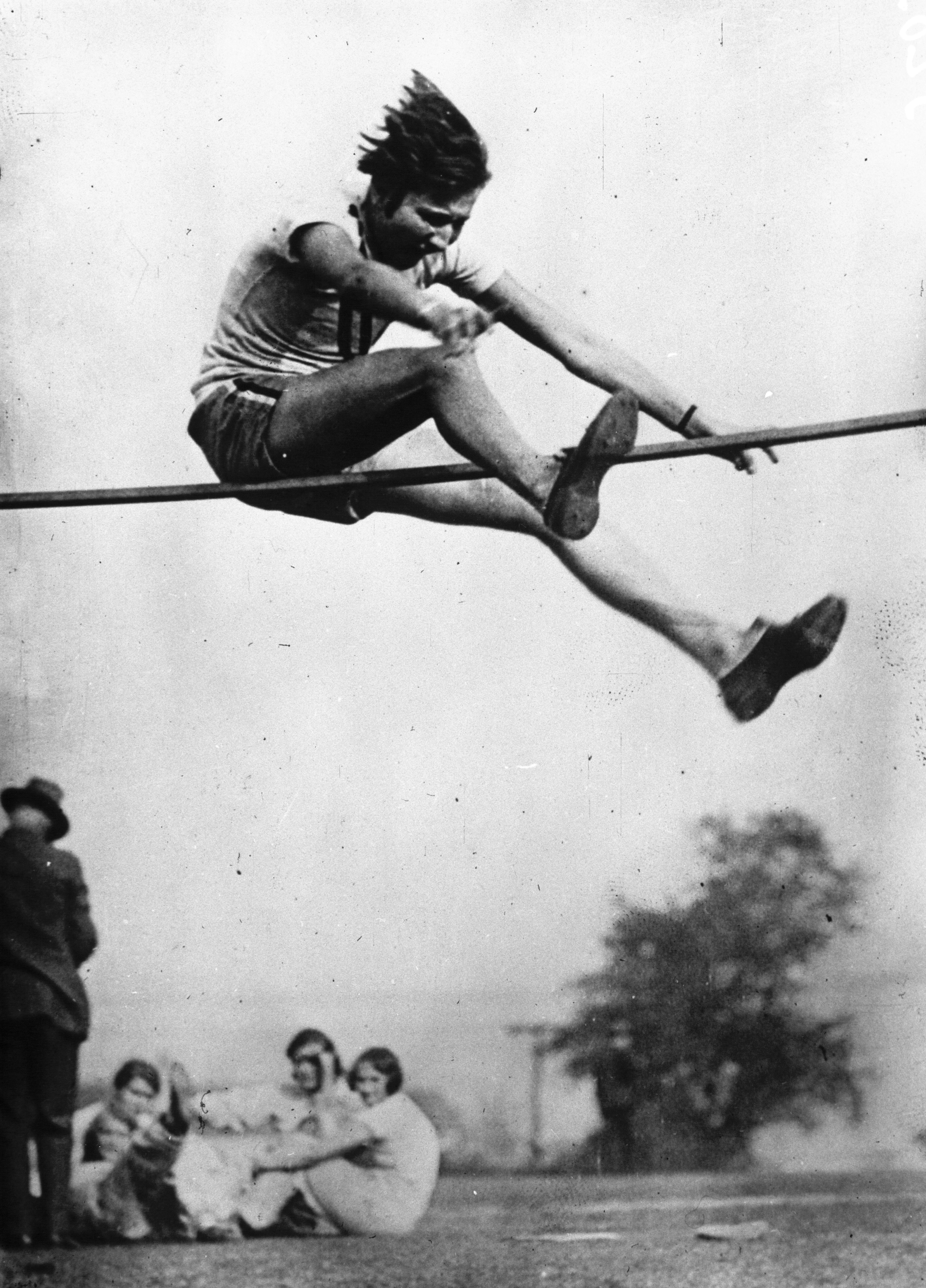
Die viertplatzierte Jean Shiley in einer Aufnahme von 1932
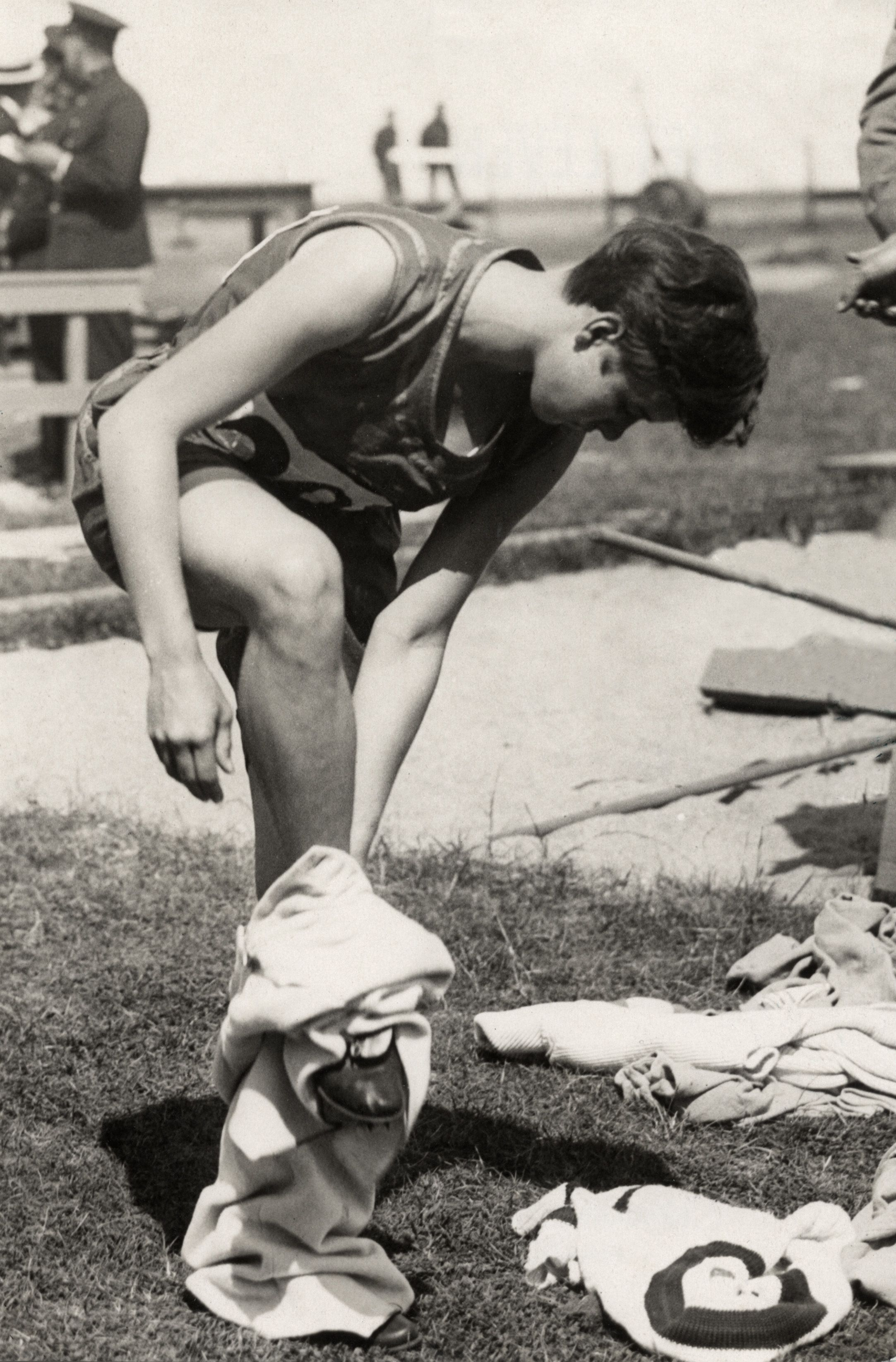
Marjorie Clark belegte Rang fünf
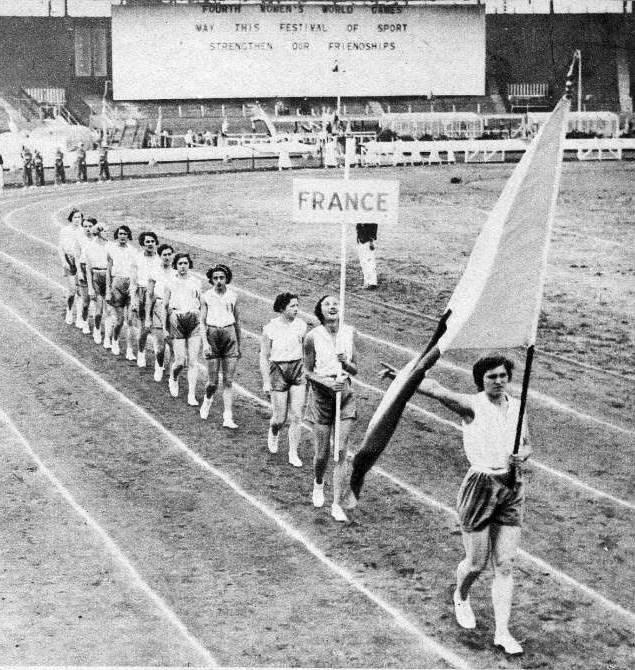
Lucienne Laudré (hier als Fahnenträgerin bei den 4. Frauen-Weltspielen) erreichte Platz zwölf